# Clementine del golfo di Taranto

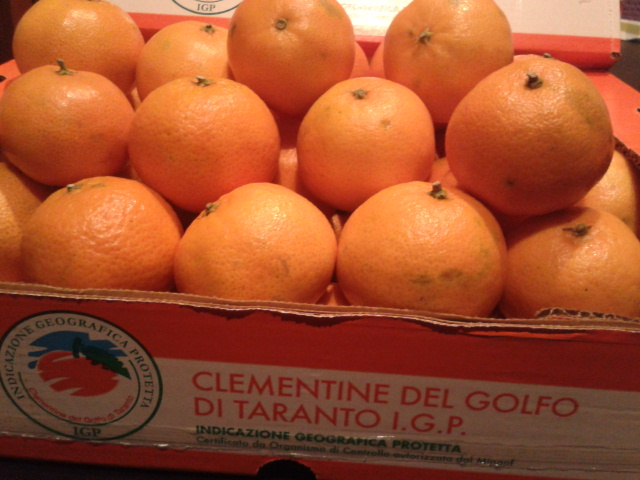
Clementine del golfo di Taranto IGP

Le clementine del golfo di Taranto sono un incrocio tra il mandarino e l'arancia, caratterizzato dalla forma sferoidale, leggermente schiacciata ai poli, con una buccia liscia o leggermente rugosa, di colore arancio e con una lieve sfumatura verde.
La polpa, anch'essa di colore arancio e molto succosa, ha un sapore dolce ed aromatico e contiene al massimo tre semi.
Oltre a possedere un elevato contenuto di vitamina C, è rinfrescante e diuretica, e può essere consumata al naturale o impiegata per preparare succhi, sciroppi, sorbetti, marmellate.
Il clima caldo, soleggiato e poco umido del territorio che si affaccia sul golfo di Taranto, influenza benevolmente la crescita e la maturazione del frutto, conferendogli caratteristiche qualitative eccellenti.
L'irrigazione viene praticata quasi tutto l'anno, e avviene a goccia o a zampillo, in modo diretto ma lontano dalla chioma, per evitare marciume nella zona del colletto della pianta. La raccolta viene effettuata rigorosamente a mano, onde evitare che i frutti si deteriorino.
La clementina del golfo di Taranto è coltivata esclusivamente nei comuni della Provincia di Taranto, nella zona della Terra delle Gravine Joniche il comune capofila è Palagiano, chiamata anche la "città delle clementine" ed è l'esponente maggiore, la quale ogni anno dedica una settimana di festa per la sagra del mandarino facendolo diventare il simbolo della cittadina. La città di Palagiano ha la fortuna di avere un terreno più fertile e più adatto al prodotto dando un sapore ed una qualità migliore rispetto agli altri comuni che appartengono al CAT (Consorzio Agrumicoltori Tarantini) intensificando anche una maggiore produzione ad esse va riconosciuto il marchio IGP
Gli altri comuni che dedicano la loro produzione alle clementine sono: Massafra, Ginosa, Castellaneta, Palagianello, Statte.
Le clementine devono il loro nome ad un frate di nome Clemente, che scoprì questo frutto in Algeria.
Le prime introduzioni di agrumi nel territorio sono da far risalire al XVIII secolo, ma solo a partire dal 1900, grazie al reperimento ed alla creazione di risorse irrigue adeguate, si assiste alla loro diffusione in coltura specializzata.